# 123290 Manoa
123290 Manoa este un asteroid din centura principală de asteroizi.

## Descriere
123290 Manoa este un asteroid din centura principală de asteroizi. A fost descoperit pe 25 octombrie 2000 la Socorro, New Mexico, în cadrul proiectului LINEAR. Asteroidul prezintă o orbită caracterizată de o semiaxă mare de 2,58 ua, o excentricitate de 0,14 și o înclinație de 15,9° în raport cu ecliptica.